# Người mới
Người mới, newbie, là những từ lóng để chỉ một thành viên mới hay người mới đến hoặc bất kỳ ai hãy còn thiếu kinh nghiệm trong nghề hay trong một hoạt động. Cách dùng hiện tại có thể đặc thù chỉ đến người mới bắt đầu hoặc mới sử dụng máy tính, thường liên quan đến hoạt động trên mạng Internet như là trò chơi trực tuyến, không gian mạng xã hội Facebook hoặc là việc sử dụng hệ điều hành Linux.

## Sự đa dạng ngữ nghĩa
Cách nói và cách viết khác nhau lại mang những ngữ nghĩa khá khác biệt; vậy nên trong một số ngữ cảnh thì "người mới" được dùng để chỉ đến một người mới bắt đầu học hay mới vào nghề đang nỗ lực từng ngày, còn cụm từ "chiếu mới" hoặc "gà" lại mang hàm ý mỉa mai, châm chọc hoặc bông đùa để chỉ đến một hacker hay game thủ hãy còn thiếu kinh nghiệm hoặc chưa đủ giỏi nhưng thiếu quyết tâm học hỏi để tiến bộ hơn.

## Cụm từ tương tự ở các ngôn ngữ khác
- Trong tiếng Hàn Quốc, thuật ngữ tương đương là chobo (sơ bộ) hoặc hasu (hạ thủ), đối lập với gosu (cao thủ) tức là vô cùng lão luyện.
- Trong tiếng Trung Hoa có cụm từ thái điểu (giản thể: 菜鸟; phồn thể: 菜鳥; bính âm: càiniǎo; nghĩa là: "loại ngớ ngẩn, ngu dốt"). Nó bắt nguồn từ Hồng Kông[5] hoặc từ quân đội Đài Loan, nay đã trở thành từ lóng trên mạng được sử dụng trong cộng đồng Hoa ngữ.
- Tiếng Việt cũng có cụm từ tương đương là "đồ con gà" hoặc "đồ gà mờ", ngắn gọn hơn thì là "gà". Cụm từ bắt nguồn từ khi internet bùng nổ ở Việt Nam đầu những năm 2000.